# Ракицкий, Александр Николаевич
Александр Николаевич Ракицкий (1920–2007) — советский и российский военный деятель и учёный, полковник,  доктор исторических наук, профессор, почётный ветеран ВДВ.

## Биография
Родился 22 сентября 1920 года в городе Фастов ныне Киевской области Украины. Отец – Ракицкий Николай Харитонович (род. 1892), мать – Ракицкая Анна Степановна (род. 1898). Николай Харитонович участвовал в Первой мировой войне, был заместителем командира взвода, стал кавалером двух Георгиевских крестов и двух медалей «За храбрость»; в годы Гражданской войны воевал комиссаром рабочего отряда и был награжден орденом Красного Знамени; в мирное время работал механиком сначала на железной дороге, затем – на сахарных заводах в Киевской области.  Мать была учителем начальных классов. 

### Образование
После окончания десятилетки, в 1938 году Александр поступил в Белоцерковский сельскохозяйственный институт. Будучи студентом второго курса, призвался в РККА и был зачислен в Ленинградское Краснознаменное пехотное училище имени С.М. Кирова (ныне Санкт-Петербургское высшее общевойсковое командное училище). Через год вместе со своим учебным батальоном был направлен в Киевский Особый военный округ, где первоначально дислоцировался в города Славута, потом был переведён в город Бердичев и затем в город Гайсин. 
По окончании училища, в мае 1941 года лейтенант Ракицкий получил назначение на должность командира пулеметного взвода в пулеметную роту 564-го стрелкового полка 195-й стрелковой дивизии, незадолго до этого развернутой в районе города Овруч. За несколько дней до дня нападения гитлеровской Германии на СССР дивизия начала выдвижение к западной границе, Великая Отечественная война застала ее сосредоточенной в лесу юго-западнее города Сарны.

### Великая Отечественная война
Боевое крещение Александр Ракицкий получил в начале июля 1941 года, когда 195-я стрелковая дивизия вступила в бой северо-западнее города Новоград-Волынский. В одном из сражений он был ранен и отправлен в госпиталь города Лебедин. После выздоровления вернулся на фронт в должность командира роты 640-го стрелкового полка 147-й стрелковой дивизии и продолжил воевать на юго-западных подступах к Киеву.
Затем участвовал в Сталинградской и Курской битвах, освобождении северных районов Украины, Брянщины, форсировании рек Десна, Сож, Днепр, в Гомельско-Речицкой наступательной операции. В ноябре 1943 года был направлен в Москву на учебу в академию. По прибытии в Москву Ракицкий был зачислен в Высшую разведывательную школу Генерального штаба Красной Армии.

### После войны
После окончания ВРШ Генштаба в 1946 году он продолжил военную службу начальником разведки 10-й гвардейской стрелковой дивизии Закавказского военного округа. Затем окончил основной и военно-исторический факультеты Военной академии имени М.В. Фрунзе, Институт журналистского мастерства, стал членом Союза журналистов СССР, служил в штабе Центральной группы войск в Австрии. 
Затем работал в войсках, военных и гражданских академиях, а также участвовал в общественно-политической деятельности. Преподавал военную историю в Военной академии имени М.В. Фрунзе, историю военного искусства в Военно-политической академии имени В.И. Ленина, историю КПСС в Московской государственной юридической академии (здесь стал профессором кафедры истории политических партий). Почти 10 лет Александр Николаевич работал начальником первого отдела, заместителем главного редактора «Военно-исторического журнала». В этот период времени он вел научную и творческую работу: защитил кандидатскую и докторскую диссертации, писал научные статьи, очерки, книги («Активная оборона, 1941», «Победный 1945-й», «Герои огненных лет», «Люди бессмертного подвига» и другие).
После выхода в отставку в 1979 году, А. Н. Ракицкий был членом Московского комитета ветеранов войны, председателем культурно-просветительной комиссии, заместителем председателя Информационно-аналитической комиссии Совета СНГ, председателем Совета ветеранов 37-й гвардейской стрелковой дивизии, Московской государственной юридической академии, членом Совета ветеранов муниципального района «Соколиная Гора» города Москвы, председателем Совета ветеранов ВОВ Московского государственного юридического университета; неоднократно участвовал в Парадах Победы на Красной площади.
Умер в 2007 году в Москве. 

## Семья
Первая супруга – Ракицкая Клавдия Ивановна (1922–1987), вторая – Ракицкая Алла Семеновна (род. 1939). Клавдия Ивановна тоже участвовала в Великой Отечественной войне, была разведчицей, майором, после войны работала филологом – преподавателем персидского языка в Военной дипломатической академии. Алла Семеновна работала врачом-рентгенологом.
Сыновья от первого брака – Владислав и Юрий, трагически рано ушли из жизни: Владислав окончил институт иностранных языков, работал в итальянской фирме, умер от болезни сердца; Юрий окончил МИФИ, был заведующим лабораторией, трагически погиб в автомобильной катастрофе.

## Награды
Был награжден орденами Отечественной войны I и II степени, Красной Звезды, Дружбы народов, а также многими медалями, в числе которых две медал «За отвагу», а также «За боевые заслуги», «За победу над Германией», «За оборону Сталинграда», «За оборону Киева», знаком «Почетный ветеран ВДВ» и другие.